# あてゅ・わぁくす
あてゅ・わぁくす (ATUWORKs) は、有限会社アクトレスのアダルトゲームのブランド。2011年に活動を休止。

## 作品一覧
- 2006年4月14日 - ときたま・ふぁんたずむ
- 2007年9月28日 - お嬢様の為に鐘は鳴る
- 2008年11月28日 - オトメスマイル -Otome to Egao to Awaikoi-
- 2009年7月31日 - 夢みる恋の結びかた
- 2010年3月26日 - Cure Mate Club
- 2010年12月24日 - プリンセス☆ストライク!
- 2011年11月25日 - 放課後キッチン